# Black Lion (Hammersmith)

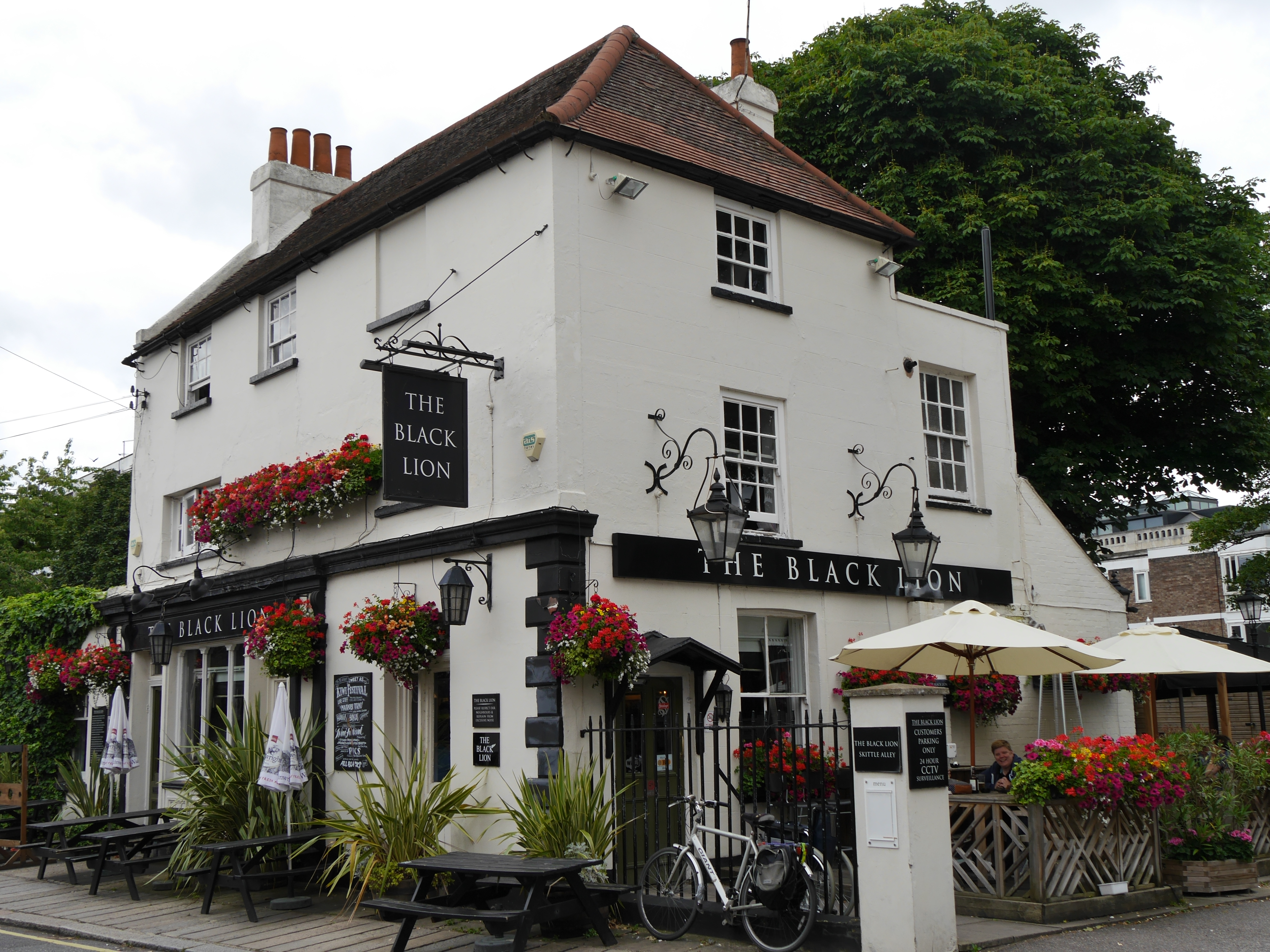
Black Lion

O Black Lion é um pub listado com o Grau II em South Black Lion Lane, Hammersmith, em Londres.
Data do final do século XVIII.